# Biblioterapia
La biblioterapia es una disciplina que inicialmente utiliza la relación de las personas, con la forma y el contenido de libros, como recurso terapéutico. La biblioterapia, así basada en la poesía y otras palabras escritas, es combinada usualmente, con la terapia a través de la escritura. Como una práctica general sanadora, la biblioterapia asume que la lectura tiene buenas propiedades.
El concepto de biblioterapia parece haber surgido desde la inclinación humana de identificarse con personajes, y también con personas reales, a través de las expresiones del arte y la literatura. La palabra escrita como testimonio vivencial, al conducir valores y actitudes para la existencia, puede conducir al lector hacia el descubrimiento de sentidos que le aclaren y sean superadores, para su propia situación de vida.
La concepción biblioterapéutica se ha ampliado con el tiempo. Están documentados sus orígenes como práctica bibliotecaria en EE. UU, desde 1930. En especial, debido a la Segunda Guerra Mundial, se aplicó en el cuidado médico de los soldados, porque disponían ellos de mucho tiempo mientras se recuperaban. Los soldados experimentaron que la lectura les era de mucha ayuda y curativa. Por ese tiempo, creció la implementación de grupos biblioterapéuticos, en ámbitos de internación psiquiátrica. Los libros resultaban ser buenos para el estado de bienestar de los pacientes, se entretenían con ellos, los ayudaban por varias razones.
En su práctica básica, la biblioterapia consiste en la selección de material de lectura relevante para la situación vital de una persona o grupo. Por ejemplo: para un niño que está en duelo por la pérdida de sus padres, la lectura de historias donde haya una situación similar, haría que ese niño comparta y compare su trance, y así se sienta menos solo en el mundo.
Otra manera de selección para el material de trabajo biblioterapéutico, es la que se basa en las particularidades de la comunicación detectables en la persona. Y por esta interpretación, el material subsiguiente no se elige inicialmente por un parangón de contenidos con su situación, sino por la suplementación o complementación, para la particular faz sintáctico morfólogica que la persona connota en sus dichos. Por ejemplo: el énfasis de una persona en su olvido de hechos que acontecieron: "Eso no lo recuerdo para nada", permite efectuar una selección de textos en los que se destaque un complemento proporcional de la oposición olvidar/recordar y tal acción pudiera ser la de "indagar imaginativamente", para recuperar el dato perdido, así como lo hace un detective en una ficción policial.
Las modalidades de aplicación de la biblioterapia son variadas: puede consistir únicamente en la lectura, o puede desarrollarse una conversación a partir de ella, o puede ser complementada con actividades artístico-terapéuticas, como el dibujo, modelado en arcilla, dramatizaciones u otras actividades consistentes. Una persona asistida puede dibujar una escena del libro, o se le interroga sobre si se considera afín a un carácter particular en el relato. El libro puede ser utilizado para sacar a luz temas que han sido evitados y es necesario debatir. Es controvertida la eficacia elucidatoria de la identificación catártica emocional, producida por la lectura de contenidos extremos. Parecen demostrar esto las pruebas hechas principalmente por Albert Bandura, en la corriente psicológica del aprendizaje social.
Como recurso terapéutico, se puede abordar la biblioterapia desde diferentes campos como la psicología, la psicología social y la bibliotecología operando en forma diferenciada en cada uno de ellos.
En una definición complementaria, el Dr. Antonio Martín Román señala que, como proceso de interacción con los libros y, por extensión, con otros tipos de textos, al poseer un contenido convocante, posibilita la realización de una recreación para encontrar contenidos que otorguen sentido a su vida o que se pueden utilizar como mecanismos para mejorar aspectos psíquicos.
Hay tres variantes o campos de ejercicio de la biblioterapia:
1) La Asistencial (enfermería, médicos, psicólogos, etc.)
2) La Bibliotecaria (bibliotecarios, bibliotecónomos, referencistas, etc.)
3) La Socio-Cultural (antropólogos, docentes, escritores, sociólogos, etc.)